# Puncak Trikora
Pour les articles homonymes, voir Puncak.
Le Puncak Trikora, autrefois pic Wilhelmina, est une montagne culminant à 4 750 mètres d'altitude dans la province de Papouasie des hautes terres en Indonésie. Elle fait partie de la chaîne de Sudirman dans les monts Maoke. En raison des incertitudes liées aux relevés topographiques et aux reculs des glaciers, elle est parfois considérée comme le deuxième plus haut sommet de l'île de Nouvelle-Guinée et de l'ensemble de l'Océanie, après le Puncak Jaya (la « Pyramide Carstensz »), ce qui lui vaut de figurer sur la liste des sept seconds sommets. Approchée pour la première fois dans les années 1900, elle est gravie pour la première fois en 1913. Son ascension ne présente pas de difficulté technique mais l'approche est longue.

## Toponymie
Le nom de Puncak Trikora est donné en 1963, après l'acquisition de la Nouvelle-Guinée occidentale, à la suite de l'intervention des forces militaires indonésiennes lors de l'opération Trikora. Il s'agit de la contraction de Tri Komando Rakyat, littéralement « triple commandement du peuple », nom donné au discours de masse tenu par Soekarno en décembre 1961 à Yogyakarta et qui visait à contrecarrer la formation d'un État papou occidental indépendant, à hisser le drapeau indonésien sur ce territoire et à se mobiliser à tout moment en cas de besoin.
Auparavant, vers 1905, la montagne avait été nommée pic Wilhelmina ou Wilhelminatop par les Néerlandais, en l'honneur de la reine Wilhelmine.
Il est traditionnellement appelé Ettiakup par les Danis vivant près du lac Habbema, au nord du sommet, et dont le territoire s'étend jusqu'à la montagne.

## Géographie
Le Puncak Trikora se situe sur l'île de Nouvelle-Guinée, dans le centre de la Nouvelle-Guinée occidentale, en Indonésie, dans la province de Papouasie des hautes terres. Il s'élève à 4 750 mètres d'altitude dans la partie orientale de la chaîne de Sudirman, au sein des monts Maoke. Il est historiquement considéré comme le deuxième plus haut sommet du pays et d'Océanie après le Puncak Jaya (4 884 m), bien que plusieurs sommets secondaires de celui-ci puissent être plus élevés, comme le Sumantri (4 870 m ou 4 760 m), le Nga Pulu (4 862 m ou 4 740 m) et le Carstensz Oriental (4 820 m), et que le Puncak Mandala dans les monts Jayawijaya soit donné à 4 640 mètres ou plus récemment à 4 757 mètres d'altitude. La hauteur de culminance du Puncak Trikora par rapport au Carstensz Oriental, situé 167 kilomètres à l'ouest, est d'environ 1 268 mètres. Il est constitué de calcaires instables qui étaient recouverts jusqu'au milieu du XXe siècle par des glaciers désormais disparus

## Histoire
Le cours navigable du fleuve Lorentz, alors appelé Noordrivier, rend les neiges éternelles équatoriales près du Puncak Trikora plus faciles d'accès qu'ailleurs en Nouvelle-Guinée néerlandaise. Aussi, dès le début du XXe siècle, les colons organisent des expéditions scientifiques afin de gravir la montagne. Les deux premières expéditions sont menées par l'explorateur Hendrikus Albertus Lorentz. Elles sont accompagnées de militaires, de porteurs et de Dayaks, réputés pour leurs aptitudes de guides, notamment en bateau. La première expédition établit, en juillet 1907, le camp Alkmaar (d'après la ville éponyme) à l'endroit où le cours du fleuve commence à devenir tumultueux. Elle ne parvient toutefois pas à pénétrer jusqu'à la chaîne de montagnes. La seconde expédition quitte le camp le 9 octobre 1909. Un groupe de neuf, incluant Lorentz et Jan Willem van Nouhuys, est le premier à atteindre, un mois plus tard, les neiges éternelles à 4 460 mètres d'altitude. Depuis les crêtes, ils observent un lac relativement vaste au nord, que Lorentz nomme lac Habbema, d'après un membre de l'expédition. Aucune tentative d'ascension du sommet n'est effectuée. Le voyage de retour est difficile et quatre membres de l'expédition périssent. Finalement, les survivants sont de retour au camp mi-décembre.
La première ascension du sommet est réalisée en 1913, au cours de la troisième expédition, qui se déroule de septembre 1912 à avril 1913. Elle est menée par Alphons Franssen Herderschee, un officier de l'Armée royale des Indes néerlandaises et compte, en incluant les militaires, les porteurs et les guides, 241 personnes. Elle a pour mission d'analyser les sols et de recenser la faune et la flore au-delà de 2 300 mètres d'altitude. Parmi les autres membres de l'expédition figurent le zoologiste Gerard Martinus Versteeg, le botaniste August Adriaan Pulle, le géologue Paul François Hubrecht et le médecin généraliste indonésien J.B. Sitanala. Herderschee assure par ailleurs le rôle d'ethnographe. Elle emprunte un itinéraire semblable à celui de 1909. Plusieurs groupes d'études sont formés. Herderschee, Hubrecht et Versteeg parviennent au Wilhelminatop le 21 février.
L'expédition de la Nouvelle-Guinée centrale, de 1920 à 1922, a pour but d'atteindre le sommet depuis la côte septentrionale par un itinéraire partiellement exploré lors d'une expédition militaire en 1914. Le 7 février 1920, une première exploration est menée par A.J.A. van Overeem depuis l'estuaire du Mamberamo puis remonte la rivière Taritatu. En octobre, ils traversent les monts Doorman et atteignent la vallée du Toli. Ils établissent le premier contact avec Lanis (ou Danis de l'Ouest), un peuple agraire avec qui ils demeurent pendant six semaines. Toutefois, à court de temps et de provisions, l'expédition doit rebrousser chemin sans gravir la montagne. Une seconde équipe est formée en juin 1921, sous les ordres de J.H.G. Kremer, qui officiait en tant que géomètre expert l'année précédente. Elle remonte le même itinéraire puis, après avoir traversé la vallée de Baliem puis passé le lac Habbema, elle atteint le sommet le 4 décembre. Parmi les membres de l'équipe figure Hubrecht, qui constate le retrait considérable des glaciers en huit ans.

## Ascension
L'ascension du Puncak Trikora se fait depuis Wamena, dans la vallée de Baliem, au nord-est de la montagne. Il est possible de monter jusqu'au lac Habemma en véhicule tout-terrain, en deux à trois heures. De-là, il faut deux jours en randonnée pédestre pour atteindre le camp Semalak, qui est constitué par un abri sous roche. L'ascension finale demande huit à douze heures, le long d'un sentier parfois peu marqué et glissant (herbe humide, roche instable) nécessitant les connaissances d'un guide. Le sommet est atteint après avoir gravi un couloir rocheux raide d'une vingtaine de mètres le long de l'arête occidentale.